# شنقنيرة الخضراء
شنقنيرة الخضراء هي قرية تقع في الربع الجنوبي الغربي من بلدية مرسية.  يبلغ عدد سكانها 11651 نسمة. 